# San Basilio
San Basilio (sardinski: Santu 'Asìli 'e Mònti) je grad i općina (comune) u pokrajini Južnoj Sardiniji u regiji Sardiniji, Italija. Nalazi se na nadmorskoj visini od 415 metara i ima 1 238 stanovnika.
 Prostire se na 44,63 km². Gustoća naseljenosti je 28 st/km².
Susjedne općine su: Arixi, San Nicolò Gerrei, Sant'Andrea Frius, Senorbì, Silius, Sisini i Siurgus Donigala.